# Grand Anse (Mahé)
Grand Anse ist ein Verwaltungs-Distrikt der Seychellen auf der Insel Mahé.

## Geographie

Distrikte der Seychellen

Der Distrikt liegt an der Südküste von Mahé. Er wird begrenzt von den Distrikten Port Glaud im Westen, Plaisance (Seychellen), Les Mamelles, Cascade und Anse Boileau. Zu Bel Air besteht eine Punktuelle Verbindung an der Nordecke des Distrikts.
Die Hauptsiedlungen im Distrikt sind Souvenir im Inselzentrum und Grand Anse Village an der Küste. Nach Nordosten erstreckt sich der Distrikt bis zum Gipfel des Mount Harrison (566 m). Im Distrikt verlaufen auch die beiden Flüsse Rivière Seche und Rivière Dauban, die kurz vor der Mündung im Osten der Grand Anse zusammenfließen.
Der Distrikt hat den ISO 3166-2-Code SC-13.